# San Giuseppe Vesuviano
San Giuseppe Vesuviano – miejscowość i gmina we Włoszech, w regionie Kampania, w prowincji Neapol.
Według danych na rok 2004 gminę zamieszkiwały 23 152 osoby, 1653,7 os./km².